# Nicolae Pescaru
Nicolae Pescaru (ur. 27 marca 1943 w Breazie, zm. 25 maja 2019 w Mihăești) – rumuński trener piłkarski i piłkarz występujący na pozycji pomocnika. Uczestnik mistrzostw świata 1970 w Meksyku.
W latach 1962–1981 był zawodnikiem Steagul Roșu Braszów, a w latach 1981–1982 i 1993–1994 trenował ten klub.